# Акция «Остановите Церковь»
Акция «Остановите Церковь» — это демонстрация, организованная членами СПИД-коалиции для мобилизации силы (ACT UP) 10 декабря 1989 года, которая сорвала мессу, которую проводил кардинал Джон О’Коннор в соборе Святого Патрика в Нью-Йорке. Было арестовано 111 протестующих, 53 из которых были арестованы в церкви. Основная цель демонстрации заключалась в протесте против противодействия О’Коннора обучению безопасному сексу в системе государственных школ и его противодействия раздаче презервативов для сдерживания распространения СПИДа. Во время планирования к протесту присоединились организация «Движение за здоровье женщин и мобилизация» (WHAM!), которая выступила против позиции католиков в отношении права на аборт.

## Предпосылки
ACT UP выступила против общественной позиции церкви в отношении использования презервативов и уроков полового воспитания для борьбы с распространением СПИДа и назвала такие заявления, как заявление О’Коннора, что «хорошая мораль — хорошее лекарство», вредными. Акция протеста была организована после собрания высшего духовенства, на котором они усилили доктрину против использования презервативов. ACT UP прозвала священнослужителя «кардинал О’Кондом». Члены организации также выступили против позиции церкви против абортов. В 1980-х О’Коннор обладал огромной властью как в церкви, так и в обществе в целом. WHAM! впоследствии присоединилась к протесту, увеличив число участников и добавив вопрос о правах на аборт.

## Протест
Акция «Остановите Церковь» состоялась 10 декабря 1989 года в соборе Святого Патрика в Нью-Йорке. Идея возникла у участников ACT UP Винсента Гаглиостро и Виктора Мендолия. Кардинал Джон О’Коннор проводил мессу, на которой присутствовал мэр Эд Коч и другие политические лидеры. Коч и другие высокопоставленные лица пришли в знак поддержки О’Коннора.
Участники акции заранее указали, что планируют протест. Притворяясь прихожанами церкви, некоторые раздавали листовки, объясняющие, почему они могут сорвать богослужение тем, кто входит в собор. Толпа снаружи выросла до 4500 человек. Демонстранты стояли у собора, крича и поднимая плакаты, на которых были надписи «Вечную жизнь кардиналу О’Коннору прямо сейчас», «Знай своих подонков», «Обуздай свою догму» «Папская булла» и подобные. Некоторые пытались «штурмовать» церковь, но полиция не позволяла войти агрессивным протестующим. Полицейские в штатском, ожидая неприятностей, сидели на скамьях в церкви во время мессы.
В начале мессы О’Коннор сказал, что знает, что присутствовало несколько протестующих, но попросил провести мирную службу. Первоначально план был молчаливым протестом с «умиранием» во время проповеднической части мессы. Когда выяснилось, что протест мало повлиял на О’Коннора, который продолжил мессу, Майкл Петрелис встал на скамейку и крикнул: «Ты фанатик О’Коннор, ты убиваешь нас!». Затем собор погрузился в «столпотворение». Несколько десятков активистов прервали мессу, скандировали лозунги, свистели, приковывали себя цепями к скамьям, бросали презервативы в воздух, махали кулаками и легли в проход, чтобы устроить «умирание».
Энн Нортроп была в соборе и сказала: "Я оказалась последней, кого вынесли, и к тому времени все успокоилось и затихло. Я начала говорить — и это звенело по собору — «Мы сражаемся и за вашу жизнь. Мы сражаемся и за вашу жизнь». О’Коннор попросил верующих «не обращать внимания» на тех, кто нарушает мессу. Органист также начал играть в попытке заглушить протестующих.
Один из протестующих, Том Кин, взял освященную облатку для причастия (Евхаристию) у священника, разломал её на куски и бросил их на пол. Затем он лег на пол в церкви, пытаясь помешать другим причаститься, и позже был арестован. Осквернение Кином освященной облатки для причастия стало самой большой новостью в грядущие дни. Спустя годы Кин сказал, что решил действовать в данный момент, и, хотя в ретроспективе он, возможно, не повторил бы этого действия, он не чувствовал сожаления.

## Реакция
Было арестовано 111 протестующих, в том числе 43 внутри церкви. Некоторых, отказавшихся двигаться, пришлось выносить из церкви на носилках. Были предъявлены лишь незначительные обвинения, за которые в основном были вынесены приговоры к общественным работам; некоторых протестующих, отказавшихся от приговора, судили, но они не отбыли тюремного заключения.
Акции протеста были осуждены политиками и заголовками основных ежедневных газет. Некоторые в гей-сообществе также считали, что вторжение в частную жизнь религиозных обрядов противоречит аргументам гей-сообщества о сексуальной неприкосновенности. Мэр Эд Коч счел это неуважительным, а губернатор Нью-Йорка Марио Куомо «выразил сожаление по поводу демонстрации». Протест в соборе был раскритикован Энди Хаммом, представителем Коалиции за права геев и лесбиянок, как «глупый и ошибочный», в то время как один лидер ACT UP Питер Стейли осудил протест как «полный провал» и «эгоизм». Во время планирования участники ACT UP разделились во мнениях относительно направленности протеста, некоторые говорили, что протест не должен быть направлен против прихожан; другие говорили, что привлечь внимание важнее, чем не обидеть людей, пришедших на мессу.

## Наследие
О’Коннор помогал тем, кто умирал в хосписе от СПИДа, купая их и меняя утки, и поддерживал других, кто это делал. Он также заявил, что никогда не будет возражать против мирных протестов за пределами собора, что случалось раньше, но возражал против прерывания мессы и особенно актов осквернения.
Акция протеста стала одной из самых известных акций ACT UP. Протесты в соборе продолжались в течение следующих нескольких лет, хотя они были меньшими в масштабах и менее разрушительными. В 1992 году другая женщина разломала освященную облатку для причастия, но было неясно, было ли это связано с более масштабным протестом. Однако О’Коннор опасался, что это положит начало тенденции.
Документальный фильм Роберта Хилферти о протесте «Остановите церковь» изначально планировался для показа на канале PBS. В конечном итоге фильм был исключен из общенационального вещания PBS, но по-прежнему транслировался по общедоступным телевизионным станциям кабельного телевидения в нескольких крупных городах, включая Лос-Анджелес, Нью-Йорк и Сан-Франциско. В документальном фильме использованы кадры, снятые «в партизанском стиле» Хилферти, членом ACT UP.
«Активисты ACT UP теперь говорят, что протест в церкви Святого Патрика изменил отношение многих американцев к католической церкви. Она больше не была неприкасаемой, и её политика — от презервативов и абортов до однополых браков и женщин-священников — перестала быть священной». Кинорежиссёр Джим Хаббард, член ACT UP и режиссёр документального фильма United in Anger: A History of ACT UP, сказал: «В то время я не понимал, что добавит посещение церкви. Но теперь я думаю, что шок от входа внутрь и противостояния священнику действительно сработал. Он помог привлечь внимание к ACT UP. Он довел кризис до такой степени, что правительству и основным средствам массовой информации действительно пришлось начать с ним бороться».
В июне 2019 года главные герои телесериала «Поза», радикализированные членами их сообщества, которое теперь борется со СПИДом, участвовали в акции «Остановите церковь» и были арестованы.